# Maladera davidis
Maladera davidis är en skalbaggsart som beskrevs av Brenske 1898. Maladera davidis ingår i släktet Maladera och familjen Melolonthidae. Inga underarter finns listade i Catalogue of Life.